# Tanjong Pagar Railway Station

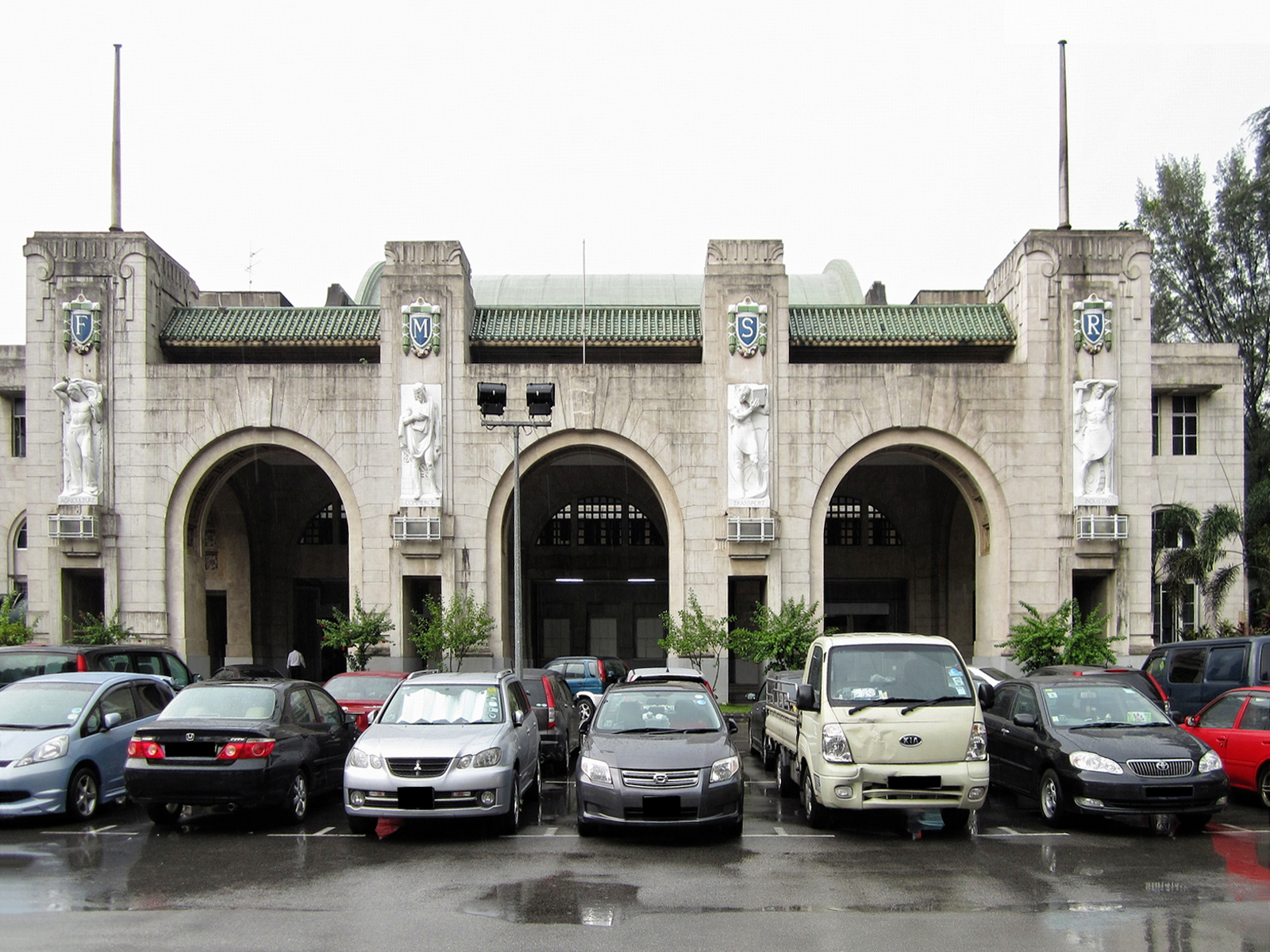
Außenansicht der Tanjong Pagar Railway Station

Tanjong Pagar Railway Station (malaiisch: Stesen Keretapi Tanjong Pagar, chinesisch: 丹戎巴葛火车总站, tamil: தஞ்சோங் பகார் ரயில் நிலையம்) oder Singapore Railway Station (malaiisch: Stesen Keretapi Singapura, chinesisch: 新加坡火车站, tamil: சிங்கப்பூர் ரயில் நிலையம்) oder Keppel Road Railway Station ist ein ehemaliger Bahnhof an der Bahnstrecke Singapore–Kranji in der 30 Keppel Road in Singapur.

## Lage

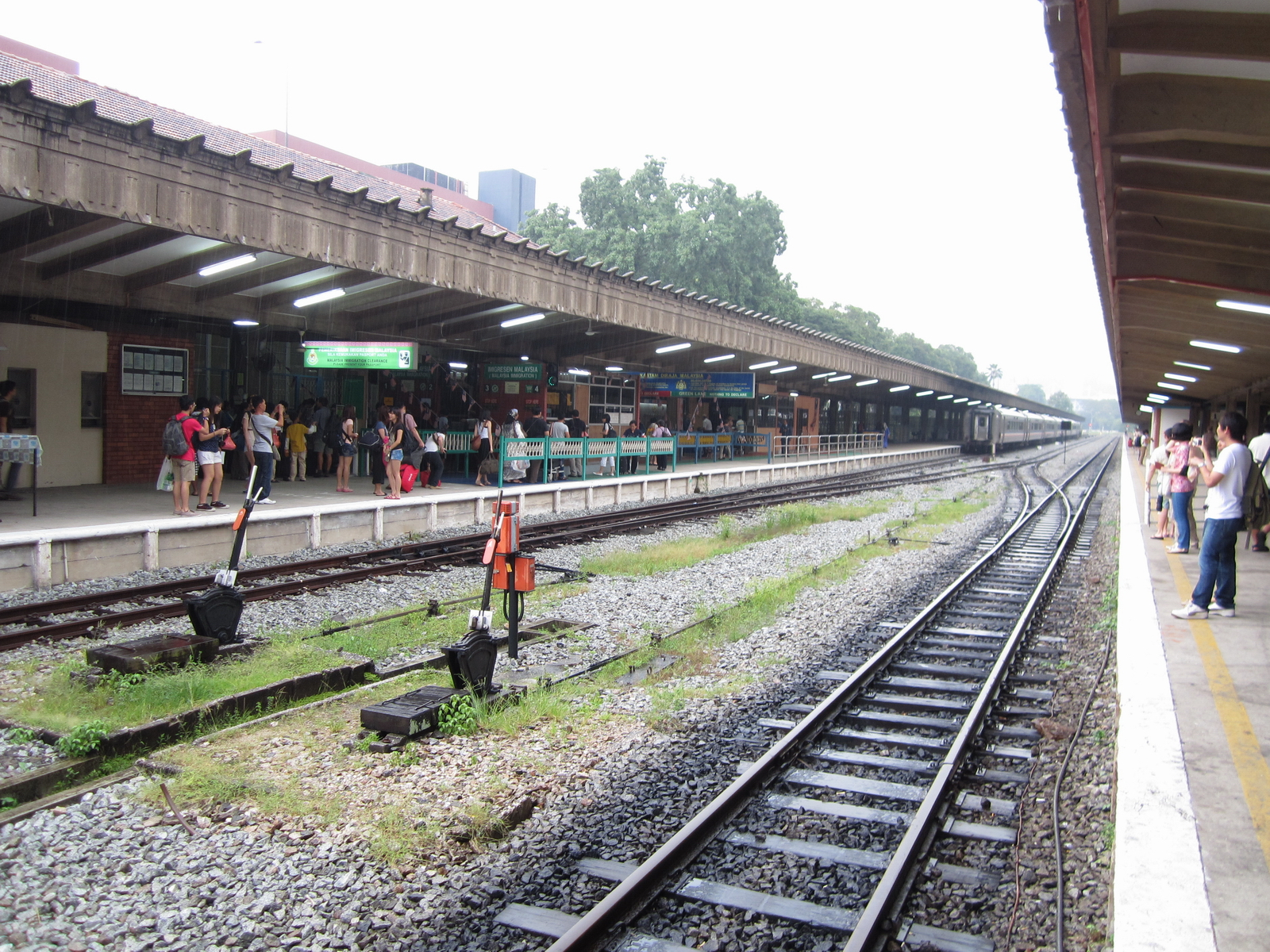
Die Bahnsteige der Pagar Railway Station

Der Bahnhof bildete bis 30. Juni 2011 das Südende der von Keretapi Tanah Melayu (KTM) betriebenen Eisenbahn. Seitdem wird nur noch Woodlands Train Checkpoint an der Grenze zu Malaysia angefahren. Das Land, auf dem der Bahnhof und die Schienen lagen, gehörte zwischenzeitlich der KTM und unterlag der teilweisen Souveränität von Malaysia. Diese Abmachung hatte bis zum 30. Juni 2011 Gültigkeit, als der Bahnbetrieb eingestellt wurde und das Land an Singapur zurückveräußert wurde.

## Geschichte
Bevor der Johor–Singapore Causeway über die Straße von Johor gebaut wurde, verkehrte die Eisenbahn nur auf der Insel. Der Causeway wurde ab 1919 errichtet. Er wurde ab dem 17. September 1923 von Güterzügen und ab dem 1. Oktober 1923 von Personenzügen benützt. Zuvor mussten die Fahrgäste in Woodlands in eine Fähre nach Johor Bahru umsteigen, um auf die Malaiischen Halbinsel zu gelangen.
Tanjong Pagar Railway Station wurde am 3. Mai 1932 fertig gestellt und von Sir Cecil Clementi offiziell eröffnet. Sie war 79 Jahre in Betrieb, bevor der Betrieb am 30. Juni 2011 stillgelegt wurde. Seitdem ist das Gebäude für die Verwendung als Singapore Transport Museum vorgesehen.

### Zugverbindungen

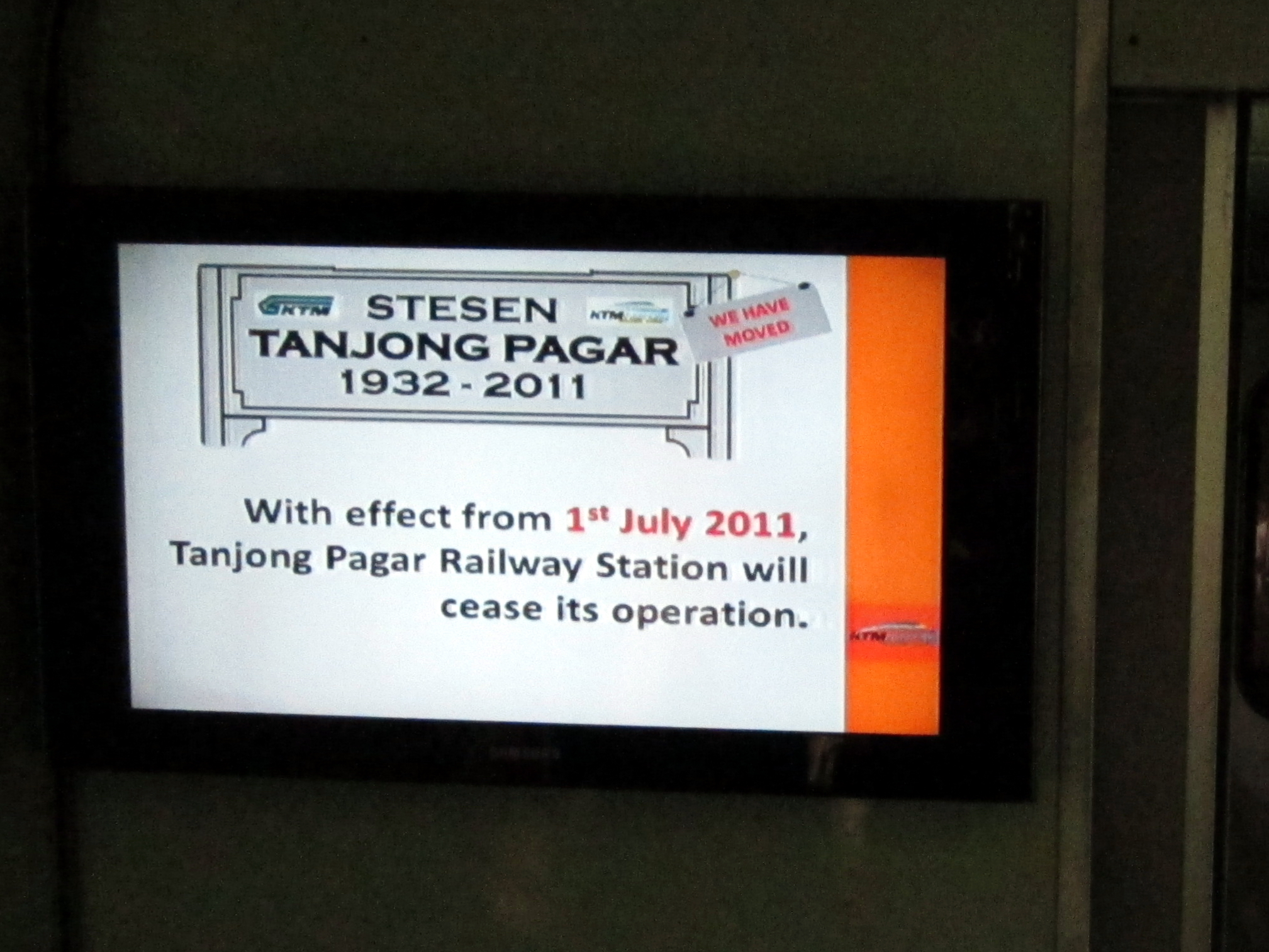
Hinweis auf die Einstellung des Betriebs auf einem Bildschirm in einem Zug von Kuala Lumpur nach Singapur am 26. Juni 2011, während der letzten Betriebswoche

KTM betrieb sechs Züge von Singapore nach Kuala Lumpur sowie weitere Züge in andere Landesteile von Malaysia. Außerdem gab es einen Pendlerzug zwischen Johor Bahru und Singapur. Bis 30. Juni 2011 hielt der Zug in Woodlands für die Passkontrolle für Reisende und zum Aussteigen von Fahrgästen aus Malaysia und in Tanjong Pagar zum Ein- und Aussteigen. Seit 1. Juli 2011 fahren die malayischen Züge nur noch bis Woodlands an der Grenze.

## Architektur

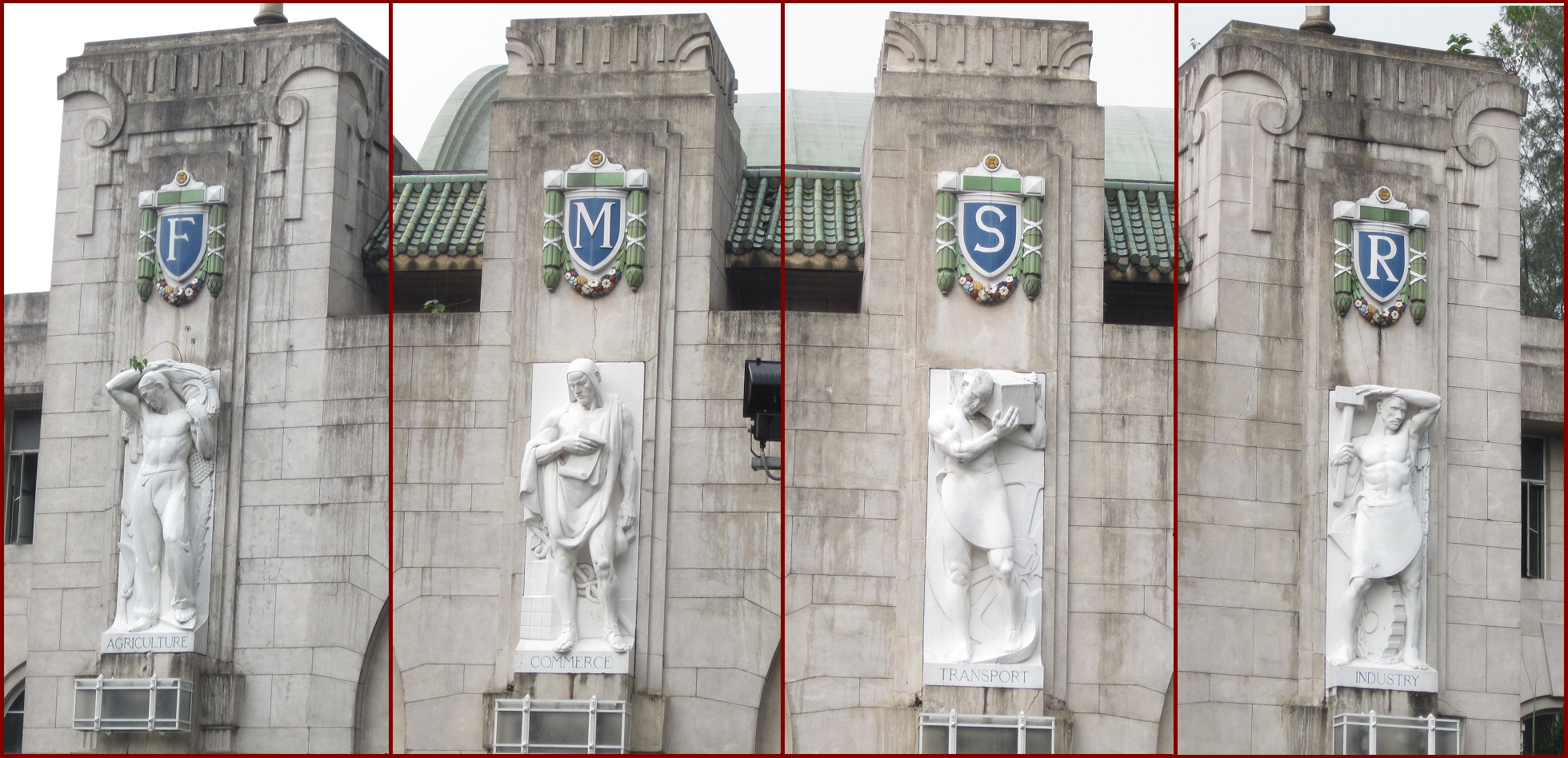
Vier Marmorstatuen von Rudolfo Nolli

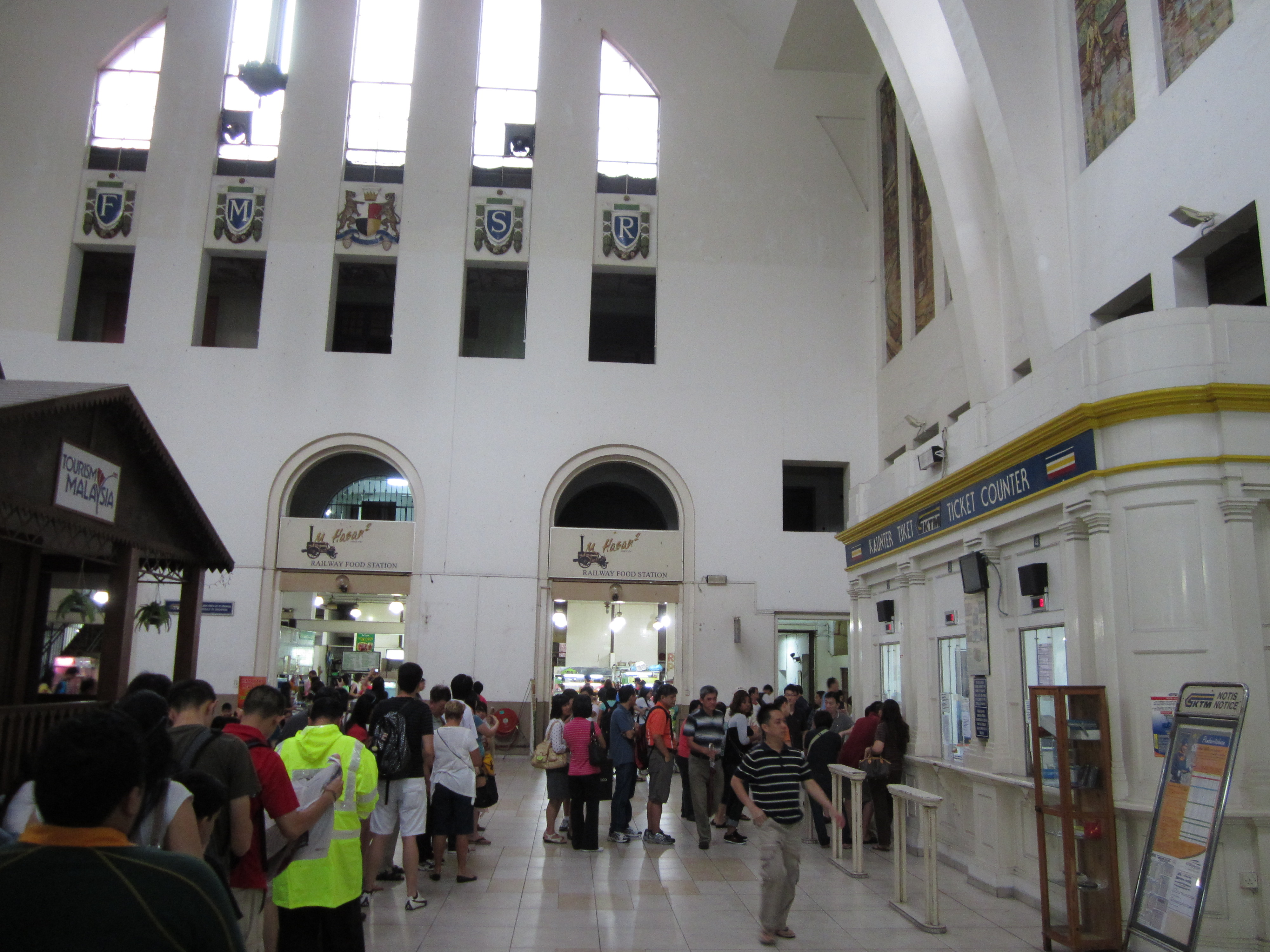
Das Innere der Empfangshalle der Tanjong Pagar Railway Station

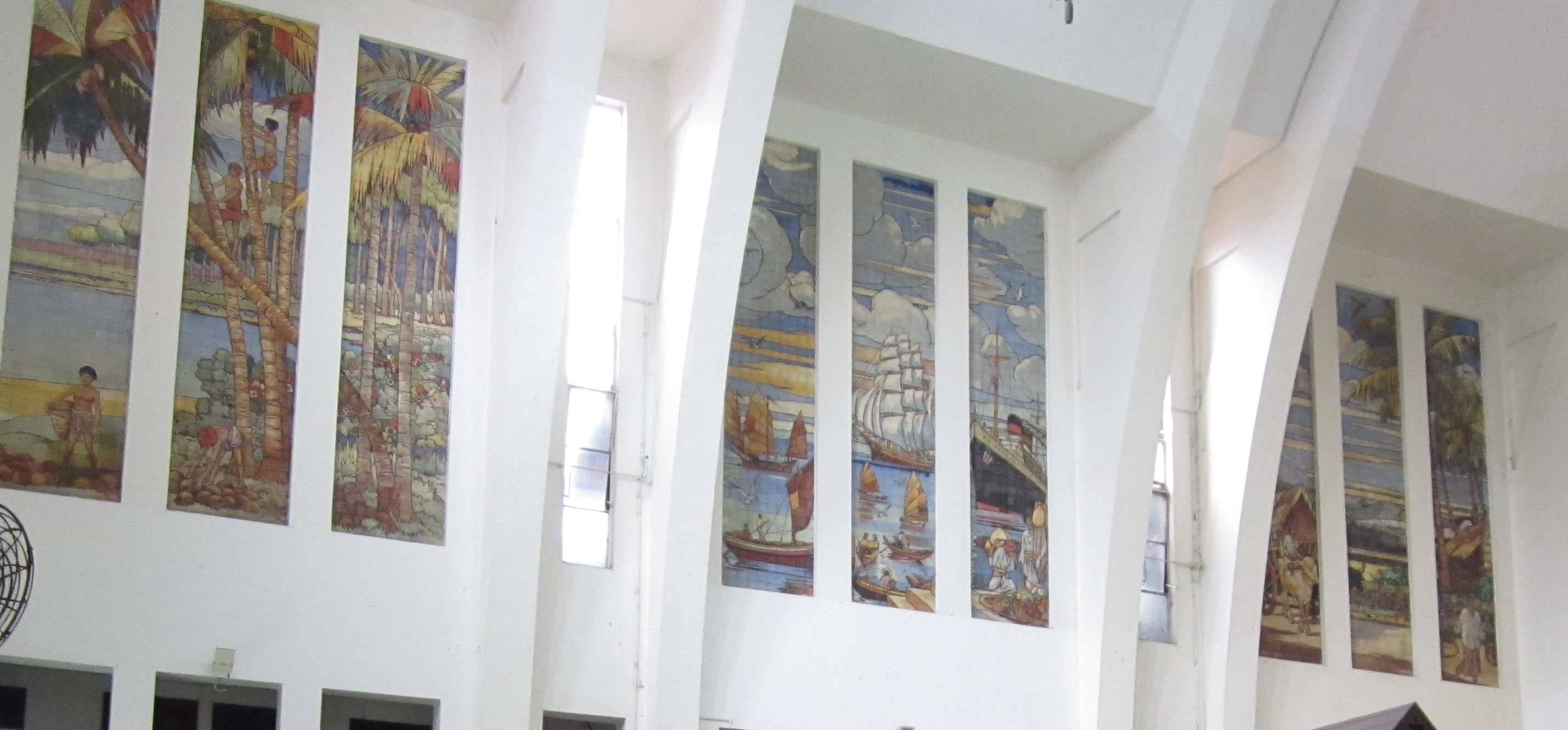
Gemälde mit den wirtschaftlichen Aktivitäten von Malaysia und Singapur in der Empfangshalle

Das Hauptgebäude des Bahnhofes wurde am 9. April 2011 zum Nationaldenkmal erklärt. Das Gebäude ist im reich geschmückten Art-déco-Stil ausgeführt. An der Fassade gibt es vier Reliefs aus weißem Marmor mit Allegorien der Landwirtschaft, Industrie, Handel und Transport von Angelo Vannetti.
Die Empfangshalle hat ein Tonnengewölbe. In ihr gibt es Wandgemälde mit der Darstellung der wirtschaftlichen Tätigkeiten Reispflanzen, Gummianzapfen, Schifffahrt, Ochsenkarren, Kopragewinnung und Zinnbergbau. Diese Paneele und die ursprünglichen Bodenplatten wurden lokal aus Gummi hergestellt um den Lärmpegel zu dämpfen.
Über den Status des Bahnhofs und die Ein- und Ausreiseformalitäten gab es Streitigkeiten zwischen den Regierungen von Malaysia und Singapur.
Der letzte Zug aus dem Bahnhof wurde von Sultan Ibrahim Ismail von Johor gefahren, dessen Großvater Ismail of Johor 1923 den Causeway eröffnet hatte. Der Sultan musste dazu von der KTM lernen, eine Lokomotive zu bedienen. Zwei Lokomotivführer begleiteten ihn, um die Sicherheit zu gewährleisten.